# Malia Metella
Malia Metella (ur. 23 lutego 1982 roku w Kajennie, w Gujanie Francuskiej) – była francuska pływaczka specjalizująca się w stylu dowolnym, medalistka olimpijska, mistrzostw Świata i Europy.
3 listopada 2009 r. zakończyła karierę sportową.